# Victor Rendina
Victor Rendina (28 de diciembre de 1916 – 8 de julio de 1985) fue un actor estadounidense de cine y televisión reconocido por interpretar al mafioso Philip Tattaglia en la película El Padrino de Francis Ford Coppola.
Rendina también actuó en las series televisivas The Honeymooners y Matt Houston y en películas como The Man Who Wasn't There (1983) y Racing with the Moon (1984).